# Давудов, Омар Маламагомедович
Ома́р Маламагоме́дович (Малаевич) Даву́дов (род. 1937) — советский и российский археолог-кавказовед, доктор исторических наук (1991), заслуженный деятель науки Российской Федерации (2010) и Республики Дагестан (1998).

## Биография
Омар Маламагомедович учился в сельских школах и интернате города Избербаш. После окончания школы работал на Махачкалинской мебельной фабрике.
С 1957 по 1960 год служил в Советской армии.
В 1965 году окончил Дагестанский государственный университет, после поступил в очную аспирантуру при Институте археологии АН СССР.
С 1968 по 1976 год — младший научный сотрудник в Институте истории, археологии и этнографии ДНЦ РАН, с 1976 по 1992 год — старший научный сотрудник, с 1992 по 1995 год — ведущий научный сотрудник.
С 1995 года он является заместителем директора Института ИАЭ по научной работе.
С 2005 по 2015 год — главный редактор журнала «Вестник Института истории, археологии и этнографии».
По инициативе Омара Маламагомедовича в 2005 году в Дагестанском научном центре РАН был учрежден и возглавлен им до 2016 года ежеквартальный научный журнал «Вестник Института истории, археологии и этнографии». В журнале публиковались статьи, материалы, сообщения, рецензии, отзывы, библиографию и различные информации по истории, археологии, этнографии, социологии и источниковедению народов Дагестана и Кавказа в целом по итогам фундаментальных и прикладных исследований.
Он читал спецкурсы лекций по археологии в Дагестанском госуниверситете, являлся председателем Государственной аттестационной комиссии (ГАК) исторического факультета Дагестанского госуниверситета.
Также является членом ученого совета Института истории, археологии и этнографии Дагестанского научного центра Российской академии наук и состоялся членом диссертационного совета по защите докторских диссертаций того же института. Член-корреспондент Российской академии естествознания (по направлению «Исторические науки» (с 2012)

## Научная деятельность
Автор более 200 научных трудов, а том числе монографий.
Под руководством Омара Маламагомедовича было защищено три докторские и три кандидатские диссертации.
С 1960 года принимал участие в работе экспедиций Института ИЯЛ в качестве практиканта, лаборанта, раскопщика.
В 1969 году защитил кандидатскую диссертацию на тему «Культуры Дагестана скифского времени».
С 1969 руководитель экспедиции Института ИЯЛ.
В 1991 году защитил докторскую диссертацию на тему «Дагестан в III в. до н. э. — IV в. н. э.: Опыт этнокультурной и социально-экономической характеристики».
Омар Маламагомедович разработал концепцию истории и археологии Северо-восточного Кавказа эпохи поздней бронзы и раннего железа, а также албанского времени, открыть, изучить и интерпретировать зандакскую и мугерганскую археологические культуры эпохи поздней бронзы и раннего железа, расположенные на территории Северо-восточного Кавказа.
С 1969 года он руководил археологическими отрядами и экспедициями, производившими раскопки и разведки на территории Шамильского, Ботлихского, Кулинского, Лакского, Тляратинского, Цунтинского, Цумадинского, Магарамкентского, Табасаранского, Сулейман-Стальского, Ахтынского, Хивского, Агульского и других районов Дагестана. Им раскопано и изучено большое число археологических памятников, среди которых наиболее известны Курклинское, Сумбатлинское, Мамрашское, Сиртичское, Ачису и др. поселения, Мугерганский, Сумбатлинский, Берикейский, Акярский и другие могильники.
Под влиянием работ Омара Маламагомедовича скорректированы даты археологических памятников Северного Кавказа.
Им выделены этапы развития археологических культур, реконструированы социальные структуры общества, соответствующие «военной демократии», основы хозяйства, и, прежде всего, земледелия, скотоводства и различных ремесел, освещены вопросы политической истории, особенно контакты с 124 ираноязычными племенами и цивилизациями Передней Азии.
Сенсационными были его открытия Хосрехского святилища в высокогорном Дагестане и материалы, привлеченные для его характеристики и историко-культурной интерпретации.
Один из инициаторов полемики вокруг проблемы хронологии и периодизации памятников Северо-Восточного Кавказа эпохи поздней бронзы и раннего железа.
В пределах Дагестана албанского времени ему удалось выделить единую археологическую культуру с 8-ю локальными вариантами. С некоторыми из них он сопоставляет этнические группы, являющиеся предками современных дагестанских народов, названия которых донесли до нас древние письменные источники.
В целом Омар Маламагомедович Давудов реконструировал стройную и весьма документированную историю и археологию Дагестана эпохи поздней бронзы и раннего железа, а также албанского времени.

## Публикации[3]
- Раскопки на Урцекском некрополе. // Сб. тезисов докладов 9 Всесоюзной студенческой археологической конференции. М.: Изд. МГУ, 1963.
- Раскопки в предгорном Дагестане (К истории средневекового Дагестана по материалам раскопок Араксского городища. // Сб. тезисов докладов 10-й Всесоюзной студенческой археологической конференции. М.: Изд. МГУ, 1964.
- Культура Дагестана скифского времени (VII-IV вв. до н.э.). Автореф. дисс. кандидата ист. раук. М., 1966. 13 с
- К вопросу о материальной культуре и производстве древнего Дагестана. Махачкала: Даг. ФАН СССР, 1968.
- Археологические работы в горах Дагестана. // АО - 1969. М.: Наука, 1970.
- Раскопки Сумбатлинского могильника. // АО –1970. М.: Наука, 1971
- Сумбатлинский могильник – памятник материальной культуры Дагестана албано-сарматского и раннесредневекового времени.// Сб. Тезисы докладов, посвящ.итогам экспедиц. исследований в 1970 г. в СССР. Тбилиси: Мецниереба, 1971.
- Итоги первого года раскопок на Верхне-лабкомахинском городище. // Сб. Материалы сессии, посвящ. итогам эксп. исследований в Дагестане в 1971–1972 гг. (Тез докл.). Махачкала: ДагФАН СССР, 1972.
- Хаджи-Мурад Омарович Хашаев. // Журн. «Советская этнография». М.: Наука, 1972, № 2.
- Из глубин веков. // Сб. Памятники отечества. М.:Современник, 1972. (Соавторы В.Г. Котович и др. )
- «Звериный» стиль в искусстве Дагестана эпохи раннего железа и роль скифов в его формировании. // Сб. Тезисы докладов III Всесоюзной конференции по вопросам скифо-сарматской археологии. М.: Наука, 1972.
- Раскопки на Верхне-лабкомахинском городище (Даг. АССР). // АО – 1972. М.: Наука, 1973.
- Мугергенская культура. // Сб. Восточная Европа в древности. М.: Наука, 1973.
- Работа Верхнечирюртовской экспедиции в 1973 году. // АО – 1973. М.: Наука, 1974. (Соавтор М.Г. Магомедов).
- Еще раз о пряжках бежтинского типа. // Сб. Древности Дагестана. Махачкала; Даг. ФАН СССР, 1974.
- Культуры Дагестана эпохи раннего железа. Махачкала: ДагФАН СССР, 1974.12,0
- О Месте памятников Зандакского облика среди синхронных культур Кавказа.// Тезисы докладов IV Крупновских чтений по археологии Кавказа. Орджоникидзе, 1974.
- Раскопки 1974 года на Мугерганском могильнике. // Новейшие открытия советских археологов: Тез. Докладов. Киев, 1975. Ч. II. С. 106-107.
- Проблема северной границы кавказской Албании и локализация племен на территории Северного Кавказа. // Сб. Крупновские чтения по археологии Кавказа.Махачкала: Даг.ФАН СССР, 1975. С. 60-63.
- Исследования в Южном Дагестане. // АО – 1974. М.: Наука, 1975.
- Исследования Мугерганского могильника. // Сб. Новейшие открытия советских археологов (тез. докл.) Т. II. Киев, 1975.
- К периодизации погребальных комплексов Мугерганского могильника. // Сб. Материалы сессии, посвящ. итогам экспедиц. исследований в Дагестане в 1973–1075 гг. (Тезисы докладов). Махачкала: Даг.ФАН СССР, 1976. С. 4-6.
- Биметаллический меч с вильчатым основанием из Мугерганского могильника. // Сб. Археология Северного Кавказа VI Крупновские чтения. (Тез. докл.). Краснодар, 1976.
- Сумбатлинский могильник. // Сб. Древние памятники Северо - восточного Кавказа. Махачкала, 1976.
- Раскопки Мугерганского могильника // АО – 1975. М.: Наука, 1976. (Соавтор Гаджиев Ю.М.).
- К датировке некоторых фольклорных сюжетов народов Дагестана. // Фольклор и историческая действительность (Тезисы). Махачкала, 1976..
- Новые работы на Мугерганском могильнике. // АО – 1976. М.: Наука, 1977. (Соавтор Гаджиев Ю.М., Малкин Г.А.).
- О возникновении склепов в Дагестане в скифский и албано-сарматский периоды. // Сб. VII Крупновские чтения. Черкесск, 1977.
- Раскопки бытовых, погребальных и культурных памятников на юге Дагестана. // Сб. Материалы сессии, посвящ. итогам экспедиц. исследований в Дагестане в 1976–1977 гг. (Тезисы). Махачкала: Даг.ФАН СССР, 1978. С. 4-7.
- Новые исследования Южно-дагестанской экспедиции. // АО – 1977. М.: Наука, 1978.
- О происхождении обряда грунтовых захоронений конца II – начала I тыс. до н.э. в Южном Дагестане. // VIII Крупновские чтения (тезисы). Нальчик, 1978.
- Берикейский могильник скифского времени. // Сб. Памятники эпохи бронзы и раннего железа. Махачкала: Даг.ФАН СССР, 1978.
- К датировке некоторых фольклорных сюжетов народов Дагестана. // Сб. Памятники эпохи бронзы и раннего железа. Махачкала, Даг.ФАН СССР, 1978.
- Богатые погребальные комплексы из сел. Ираги и Калкни. // IX Крупновские чтения (тезисы докладов. Элиста, 1978. (Соавтор Котович В.Г.).
- Карта Северо-Восточного Кавказа по Птолемею. // Тезисы докладов к конференции, посвящ. 20-летию со дня организации дагестанского филиала ГО СССР. Махачкала, 1979. С. 96-98.
- Раскопки в Табасаране. // АО – 1979. М.: Наука, 1980.
- О периодизации и хронологи памятников поздней бронзы – раннего железа на Северо-восточном Кавказе. // СА. М.: Наука, 1980. № 4. (Соавтор Котович В.Г.).
- Хосрехское святилище в высокогорном Дагестане. // Сб. X Крупновские чтения по археологии Северного Кавказа (Тезисы). М., 1980.
- Раскопки Ганзирского городища. // Сб. Материалы сессии, посвященной итогам экспедиционных исследований в Дагестане в 1978–1979 гг. (тез. докладов). Махачкала: Даг. ФАН СССР, 1980. (Соавтор Б.М. Салихов).
- О генезисе некоторых форм мечей и кинжалов на Кавказе. // Сб. Древние и средневековые археологические памятники Даге43стана. Махачкала: Даг. ФАН СССР, 1980.
- Гробница из селения Ираги. // Сб. Народно декоративно - прикладное искусство и современность. Махачкала: Даг.ФАН СССР, 1980.
- Персональный указатель (к библиографии Х.О. Хашаева). // Хашаев ХаджиМурад Омарович (1909–1980). Махачкала: Даг. ФАН СССР, 1980.
- Библиография. // Хашаев Хаджи-Мурад Омарович (1909–1980). Махачкала: Даг. ФАН СССР, 1980 (Соавтор Л.Н. Седова).
- Хосрехское святилище (Дагестанская АССР). // Скифо - сибирское культурноисторическое единство. Кемерово: КГУ, 1980.
- Новые работы в Табасаране. // АО –1980. М.: Наука, 1981.
- Объективная картина мира. Рец. на книгу А.В. Гадло «Этническая история Северного Кавказа VI–X вв. Л.: ЛГУ, 1979. // Сов. Дагестан. № 3. 1981.
- Ирагинское блюдо. // XII Крупновские чтения. Конференция по археологии Северного Кавказа (тез. докл.). М., 1982. С. 54-55.
- Историко-культурная характеристика поселения Ачи-су. // Материалы сессии, посвящ. итогам экспедиционных исследований Института ИЯЛ в 1980–1981 гг. (Тез. докл.). Махачкала: Даг.ФАН СССР, 1982. С. 4-5
- Рец. на кн. Кузнецова В.А. «Нартский эпос и проблема происхождения осетинского народа». Орджоникидзе: Ир. 1980. // Известия Северо-Кавказского центра высшей школы. Ростов-на-Дону, 1982, № 3.
- Раскопки поселения Ачи-су. // АО – 1981. М.: Наука, 1983.
- Святилище у высокогорного селения Хосрех. // Древние и средневековые поселения Дагестана. Махачкала, 1983.
- О происхождении и путях развития зандакской культуры. // Тезисы докл. науч. сессии, посвящ. итогам экспедиц. исследований Института ИЯЛ в 1982–1983 гг. Махачкала , 1984.
- Серебряное блюдо из Ирганайской гробницы (Дагестан). // СА. М., 1984. № 1.
- Типология и генезис древних городов Дагестана. // XIII Крупновские чтения по археологии Северного Кавказа. (Тез. докл.). Майкоп, 1984. 55. Новые исследования Центрально-дагестанской экспедиции. // АО – 1985. М., 1985.
- Поселение Ачи-су. // Древние культуры Северо-Восточного Кавказа. Махачкала, 1985.
- Памятники предскифского времени около с. Башлыкент. // Тез. докл. научн. сессии, посвящ. итогам экспедиц. иссл-й ИИЯЛ в 1984–1985 гг. Махачкала, 1986. С. 5-6. (Соавтор Хангишиев Г. Д.).
- Новые исследования Шахсенгерского городища. // Всесоюзная археологическая конференция «Достижения советской археологии в XII пятилетке». (Тез. докл.). Баку, 1986. (Соавтор Абакаров А.И.).
- К этнополитической карте Северного Дагестана. // XIV Крупновские чтения по археологии Сев. Кавказа (Тез. докл.). Орджоникидзе, 1986.
- Раскопки Шахсенгерского городища. // АО – 1984. М., 1986
- Об этнокультурной характеристике прикаспийского Дагестана. // Этнокультурные процессы в древнем Дагестане. Махачкала, 1987.
- О контактах населения древнего Дагестана с киммерийцами и скифами. // Киммерийцы и скифы. (Тез. докл. Всесоюз. семинара, посвящ. памяти А.И. Тереножкина). Кировоград, 1987. Ч. I.
- О дагестанских женских статуэтках с ритонами в руках. // XV Крупновские чтения по археологии Сев. Кавказа. (Тез. докл.). Махачкала, 1988. С. 35-36.
- Ганзирское поселение. // Древняя и средневековая архитектура Дагестана. Махачкала, 1989.
- К характеристике общественных отношений Дагестана албанского времени. // Кавказ и цивилизация Древнего Востока: Мат. Всесоюз. конференции. Орджоникидзе, 1989.
- Дагестан в III в. до н.э. – IV в. н.э.: Опыт этнокультурной и социально - экономической характеристики. Автореф. дисс. докт. ист. наук. Тбилиси, 1990.
- Дагестан в III в. до н.э. – IV в. н.э. Дисс. докт. ист. наук. Махачкала, 1990. 507 с. 132
- Разведочные работы горного отряда Ирганайской экспедиции. // Тез. докл. науч. сессии, посвящ. итогам экспедиц. исследований в 1988–89 гг. Махачкала, 1990. С 9. (Соавтор Абакаров А.И.)
- Гюхракский могильник. // Сб. Горы и равнины Северо-Восточного Кавказа в древности и средние века. Махачкала, 1991. С. 49-61. (Соавтор Хангишиев Г.Д.).
- Некоторые культовые места горного Дагестана. // Горы и равнины СевероВосточного Кавказа в древности и средневековье. Махачкала, 1991.
- От составителя. // Северо-Восточный Кавказ в древности и средние века. Махачкала, 1991.
- От составителя. // Горы и равнины Северо-Восточного Кавказа в древности и средневековье. Махачкала, 1991. С. 3-5.
- В глубь веков: Кавказ – наш общий дом [о монографии проф. М.Р. Гасанова «Исторические связи Дагестана и Грузии». Махачкала, 1991. 104 с.»]. // Свободная Грузия. 1991. 14 июня.
- К истокам связей Дагестана и Грузии. // Даг. Правда. 1991. 17 мая.
- Об отождествлении античных географических названий с современными гидронимами Северо-Восточного Кавказа. // Историческая география Дона и
- Северного Кавказа. Ростов-на-Дону, 1992.
- Рец. на кн.: Гасанова М.Р. «Исторические связи Дагестана и Грузии». Махачкала, 1991. 104 с. // Известия СКЦВШ. Ростов-на-Дону, 1992, № 1–2. С. 92-94.
- История: день вчерашний и сегодняшний. // Даг. правда. 1992. 23 августа.
- Памятники. Пути исторического развития и прогресса цивилизации. // Культура Дагестана. 1992. № 1.
- КъахIиб. // ХIакъикъат. 1992. 5 августа.
- Бакъльал – церегосел гIадамал: нильер росаби. // ХIакъикъат. 1992. 9 июня.
- Свидетели истории: в мире интересного. // Даг. правда. 1992. 21 октября.
- Тарихалъул нугIзал. // ХIакъикъат. 1992. 3 ноября.
- Могильники предскифского времени около сел. Башлыкент. // XVII Крупновские чтения по археологии Северного Кавказа. (Тез. докл.). Майкоп, 1992. С. 46-48.
- Рец. на кн. М.Р. Гасанов. Исторические связи Дагестана и Грузии. Махачкала, 1991. 104 с. // Известитя СКНЦ ВШ: Общественные науки. 1992. № 1-2. С. 92-94.
- Археологическая карта Дагестана. М.: Наука, 1993. 325 с. (соавтор Абакаров А.И.)
- Рец. На кн.: Кавказ и Дон в произведениях античных авторов. Ростов – на – Дону, 1991. 400 с. // Известия вузов. Северокавказский регион: общ. науки. 1993.

№ 3. С. 159-161.
- Расул Магомедов. // Даг правда. 1994. 27 августа.
- Профессор Сакинат Гаджиева. // Даг. Правда. 1994. 1 октября.
- Гидатлинцы. // Даг. Правда. 1994. 30 июля.
- Владилен Гаджиев // Даг. Правда, 1994. 1 ноября.
- В.Г. Гаджиев // Эхо Кавказа. 1995. № 1. С. 13.
- Рец. На кн.: М.Р.Гасанов. Дагестан в составе Кавказской Албании. Махачкала, 1995. // Северокавказский регион. Общ. науки. 1995. № 4. С. 64.
- Новый труд о Кавказской Албании. // Даг. Правда. 1995. 8 сентября.
- Kimmerier, Skythen und Dagestan. Ein hochalpines feuerheiligtum im kontext der reiternomadischen vorderasienzüge. // Hamburger beiträge zur archäologie. 18. 1991.

Verlag philipp von Zabern: Mainz, 1996. S. 47-56.
- Профессор Гаджи-Али Даниялов. Машгьурав гIалимчиясе 85 сон тIобана // МагIарулал. 1996. октябрь. (Соавтор Искендеров Г.А.).
- Профессор Гаджи-Али Даниялов // Даг. Правда. 1996. 1 августа.
- Предисловие редактора. // Г.С. Федоров. История происхождения кумыков. Махачкала, 1996. 177 с.
- Профессор Владилен Гаджиев // Даг. Правда. 1996. 20 июля.
- История Дагестана с древнейших времен до конца XV века. Махачкала: ДНЦ РАН, 1996. 450 с. (соавторы Гаджиев М.Г., Шихсаидов А.Р.)
- Материальная культура Дагестана албанского времени. Махачкала, 1996. 423 с.
- Историческая наука в Дагестане: становление, развитие, перспективы // Возрождение. Махачкала, 1997. № 3. С. 51-57.
- Там, где земля историей дышит // Даг. Правда. 1997. 23 октября.
- О спекуляции вокруг проблемы этногенеза и этнической истории // Современное состояние и перспективы развития исторической науки Дагестана и Северного Кавказа. Тез. Докладов. Махачкала, 1997. С. 168-170.
- Этнокультурные процессы в раннесредневековом Прикаспийском Дагестане. // Дагестан в эпоху Великого переселения народов. Махачкала, 1998. С. 124-135.
- Флагман исторической науки. Махачкала, 1998. 96 с.
- Археологические карты Дагестана. Ранний железный век. Албанское время. Средние века. // Атлас Республики Дагестан. М.: Федеральная служба геодезии и

картографии России, 1999. С. 63.
- ГIелмудул борхатаб си – Могьохъа ХIажи-Мурад // ХIакъикъат. 1999. 17 июня.
- Шамильский район: взгляд в прошлое и настоящее // Даг. Правда, 1999. 26 июня.
- Талантливый организатор науки: о жизни Х.-М.О. Хашаева. // Даг. Правда.

1999. 12 июня.
- Рауф Магомедович Мунчаев. // Кавказ и Древний Восток. Сб. статей. – Махачкала, 1999. С. 4-17.
- Список печатных трудов Р.М. Мунчаева. // Кавказ и Древний Восток. Сб.

статей. – Махачкала, 1999. С. 18-39.
- О фальсификации и фальсификаторах истории Дагестана. // Достижения и современные проблемы развития науки в Дагестане. Тез. докладов Международной научной конференции, посвященной 275-летию РАН и 50-летию ДНЦ РАН. Гуманитарные и общественные науки. – Махачкала, 1999. С. 5-6.
- Историко-культурные и этнические контакты племен Дагестана и степных кочевников в эпоху поздней бронзы – раннего железа // Кавказ и степной мир в древности и средние века: Материалы Международной научной конференции. – Махачкала, 1999. С. 5-7.
- Хаджи-Мурад Омарович Хашаев – ученый, общественный и государственный деятель. // Хаджи-Мурад Хашаев – ученый, политик, гражданин. – Махачкала, 1999. С. 7-12.
- Предисловие. // Кавказ и степной мир в древности и средние века: Материалы Международной научной конференции. – Махачкала, 2000. С. 3-7.
- О контактах древнего населения Дагестана с ираноязычными кочевниками. // Кавказ и степной мир в древности и средние века: Материалы Международной научной конференции. – Махачкала, 2000. С. 26-63.
- Археологические памятниеи Южного Дагестана. // Возрождение. Махачкала, 2000. № 6. С. 22-26.
- Махачкала: прошлое и настоящее // Наша газета Дагестан. 2001. 23 августа, 26 августа.
- Археологические памятники земли лакской // Возрождение. Махачкала, 2001. № 7. С. 21.
- Жизнь, посвященная археологии. // Возрождение. Махачкала, 2001. № 7. С. 82-84.
- Владилен Гадисович Гаджиев. // Возрождение. Махачкала, 2001. № 7. С. 90 - 92
- Первый археолого-этнографический музей Дагестана. // Научная жизнь Дагестана. Махачкала. 2001. №№ 3-4, 8 (17)
- О фальсификации истории Дагестана. // Северный Кавказ: историкоархеологические очерки и заметки: Сб. статей. – М., 2001. С. 6-15.
- Первый академический археолого-этнографический музей в Дагестане. // Альманах – 2000. Музеи Российской академии наук. М.: Научный мир, 2001. С. 83 – 92.
- С любовью к народам Дагестана: о жизни и творчестве М.-З.О. Османова // Научная жизнь Дагестана. 2001. № 6-7.
- Николай Иванович Пирогов: страницы жизни. // Народы Дагестана. 2001. № 3. С. 55-56.
- Общность и социальная и генетическая. К вопросу о происхождении народов Дагестана. // Даг. Правда. 2002. 3 июля.
- О контактах древних дагестанских и скифских племен. // Калмыки и их соседи в составе Российского государства. Материалы международной научной конференции. Элиста, 2002. С. 23-29.
- Расул Магомедович Магомедов (Жизнь и творчество). // Расул Магомедов. Материали научной сессии, посвященной 90-летию со дня рождения. Махачкала: изд. «Юпитер», 2002. С. 4 - 8.
- Зарождение сельской общины. // Сельская община Дагестана и Северного Кавказа: Мат. Региональной научной конференции. – Махачкала, 2003. С. 3-6.
- ТIадегIанаб цIар. // ХIакъикъат. 2003. 12 июня.
- Магомед Гаджиевич Гаджиев (1935-2003). // Вестник Дагестанского научного центра. Махачкала, 2003. № 14. С. 181–183. (Соавторы Мунчаев Р.М., Магомедов Р.Г.).
- Профессор Дж.А. Халилов (1928-1994) – видный археолог – кавказовед. // Возрождение. Махачкала, 2003. № 15. С. 148-150. (Соавтор М.С.Гаджиев).
- Академик из Анди // Даг. панорама. 2003. 19 июня.
- Талант ученого. А.И. Османов избран чл.-корр. РАН // Махачкалинские известия. 2003. 30 мая.
- Признание больших заслуг ученого. // Научная жизнь Дагестана. 2003. №№ 4-5, сентябрь. С. 4.
- Памяти Магомеда Гаджиевича Гаджиева (1935 - 2003). // Российская археология. М., 2003. № 4. С.181–187.
- Состояние и перспективы развития археологии в Дагестане. // Историческая наука Дагестана: сегодня и завтра. Тез. докладов научной сессии. Махачкала, 2003. С. 3-9.
- Генетическая подразделленность этнических популяций Дагестана. // Генетика. 2003. Том 39, № 1. С. 1-10 (Соавторы К.Б. Булаева и др.).
- Такая профессия – археолог // Махачкалинские известия. 2003. 27 июня.
- История Дагестана с древнейших времен до наших дней. Т. 1. М.: Наука, 2004 627 с. (Соавторы Гаджиев М.Г., Шихсаидов А.Р., Османов М.-З.О. и др.).
- Традиции прикладного искусства племен кобанской культуры Центрального Кавказа в металлопластике раннесредневекового западного Дагестана. // Древний Кавказ: ретроспекция культур. Международная научная конференция, посвященная 100-летию со дня рождения Евгения Игнатьевича Крупнова. (XXIV Крупновские чтения по археологии Северного Кавказа). Тез. докладов. – М., 2004. С. 65-67.
- Компас для ориентира во времени (Историческая наука в Дагестане). // Даг. Правда. 2004. 10 апреля.
- Национальное достояние – но не искажение. // Даг. Правда. 2004. 24 апреля.
- Взаимосвязи народов Кавказа и Передней Азии в древности (по археологическим материалам). // Культурно – исторические и экономические связи народов Кавказа: прошлое, настоящее и будущее. Тезисы докладов Международной научной конференции, посвященной 80-летию Института ИАЭ ДНЦ РАН. – Махачкала, 2004. С. 3-7.
- Османов Ахмед Ибрагимович. К 70-летию со дня рождения: Биобиблиография ученого. Махачкала, 2005. 46 стр. (Соавтор Искендеров Г.А.).
- Историческая наука в Дагестане: прошлое, настоящее, будущее. // Вестник Института ИАЭ ДНЦ РАН. 2005. №1. С. 24-36
- К 70-летию Османова Ахмеда Ибрагимовича. // Вестник Института ИАЭ ДНЦ РАН. 2005. №1. С. 115-126.
- К 70-летию Агларова Мамайхана Агларовича. // Вестник Института ИАЭ ДНЦРАН. 2005. №1. С. 127-137. (Соавторы: М.-З. О. Османов, А.Р. Шихсаидов)
- К 70-летию Багомеда Гадаевича Алиева. // Вестник Института ИАЭ ДНЦ РАН. 2005. №1. С. 138-156.
- Магомед Гаджиевич Гаджиев (1935-2003) — видный археолог-кавказовед // Древности Кавказа и Ближнего Востока. Махачкала, 2005. С. 9-11. (Соавторы М. Мунчаев, Р. Г. Магомедов).
- Новые исследования Центральнодагестанской экспедиции. // Вестник Института ИАЭ ДНЦРАН. 2005. №1. С. 157-159. (Соавтор Ш.О. Давудов).
- Памяти Расула Магомедовича Магомедова. // Вестник Института ИАЭ ДНЦ РАН. 2005. №1. С. 173-175.
- Типология и художественно-стилистические особенности средневековых зооморфных пряжек из Западного Дагестана. // Древности Кавказа и Ближнего Востока. Махачкала, 2005. С. 166-195. (Соавтор М.М. Маммаев).
- Албаны // Энциклопедия культур Юга России: в 9 томах. Т. 1.: Народы Юга России. Ростов-на-Дону, 2005. С. 50-51 (соавтор - Ш.О.Давудов)
- Барсилы // Энциклопедия культур Юга России: в 9 томах. Т. 1.: Народы Юга России. Ростов-на-Дону, 2005. С. 70-71.
- Гаргареи // Энциклопедия культур Юга России: в 9 томах. Т. 1.: Народы Юга России. Ростов-на-Дону, 2005. С. 78.
- Гелы // Энциклопедия культур Юга России: в 9 томах. Т. 1.: Народы Юга России. Ростов-на-Дону, 2005. С. 78.
- Гумбетовцы // Энциклопедия культур Юга России: в 9 томах. Т. 1.: Народы Юга России. Ростов-на-Дону, 2005. С. 87-88.
- Каспии // Энциклопедия культур Юга России: в 9 томах. Т. 1.: Народы Юга России. Ростов-на-Дону, 2005. С. 144-145.
- Леги // Энциклопедия культур Юга России: в 9 томах. Т. 1.: Народы Юга России. Ростов-на-Дону, 2005. С. 161-162.
- Утии // Энциклопедия культур Юга России: в 9 томах. Т. 1.: Народы Юга России. Ростов-на-Дону, 2005. С. 215
- Хазары // Энциклопедия культур Юга России: в 9 томах. Т. ].: Народы Юга России. Ростов-на-Дону, 2005. С. 215-216 (соавтор - Ш.О.Давудов)
- Магомед Бутаев. Ученый, журналист, патриот. Серия: Дагестан: время, судьбы. Махачкала: Дагкнигоиздат, 2005. 192 с.
- Дагестан на перекрестке культур и цивилизаций (древность и средневековье) // Сб. РАН. М.: Наука: 2006. (Соавторы — Гаджиев М.С., Шихсаидов А.Р.).
- Гамзатов Гаджи Гамзатович (К 80-летию со дня рождения) // Вестник ИИАЭ. Махачкала, 2006. № 1 (5). С.151;
- Гмыря Людмила Борисовна (К 60-летию со дня рождения) // Вестник ИИАЭ Махачкала, 2006, № 1 (5). С. 155
- Гаджиев Муртузали Серажутдинович (к 50-летию со дня рождения) // Вестник ИИАЭ. Махачкала, 2006. № 1 (5). С.151;
- Современное состояние и перспективы развития археологии в Дагестане. // Археология, этнография и фольклористика Кавказа. Новейшие археологические и этнографические исследования на Кавказе. Махачкала, 2007. С. 35-40.
- Археология в Дагестане: Прошлое, настоящее, будущее // Даг. Правда. 2007. №
- Дагестсанский государственный университет (К 75-летию Дагестсанского государственного университета) // Вестник Института истории, археологии и этнографии. Махачкала, 2007. № 1(9). С. 142-147.
- Новый фильм о Шамиле // Вестник Института истории, археологии и этнографии. Махачкала, 2007. № 2(10). С. 110.
- Магомедзагир Османович Османов // Вестник Института истории,
- Г.С. Федоров. История происхождения кумыков. Махачкала: Дагкнигоиздат, 1996. 177 с
- Кавказская война: спорные вопросы и новые подходы. Тез. докладов Международной научной конференции. – Махачкала, 1998. 124 с.
- Древности Северного Кавказа. Сб. статей. – Махачкала, 1998. 132 с.
- Хаджи-Мурад Хашаев — учёный, политик, гражданин.– Махачкала, 1999. С. 7-12.
- Кавказ и Древний Восток. Сб. статей. – Махачкала, 1999. 238 с.
- Кавказ и степной мир в древности и средние века: Материалы Международной научной конференции. – Махачкала, 1999. 254 с.
- Кавказ и степной мир в древности и средние века: Материалы Международной научной конференции. – Махачкала, 2000. 254 с.
- А.Г.Булатова, С.Ш.Гаджиева, Г.А.Сергеева. Одежда народов Дагестана. Историко-этнографический атлас. Пущино, 2001. 289 с.
- Историческая наука Дагестана: сегодня и завтра. Тез. докладов научной сессии. Махачкала, 2003. 187 с. Ред.
- Сборник статей Ассоциации молодых ученых Дагестана. Вып. 3. Махачкала, 2004.
- История Дагестана с древнейших времен до наших дней. М.: Наука, 2004  Т. 1. 480 с
- История Дагестана с древнейших времен до наших дней. М.: Наука, 2004  Т. 2. XX век. 500 с
- Ученые Института истории, археологии и этнографии. Махачкала, 2004. 300 с.
- Энциклопедия культур Юга России: в 9 томах. Т. 1.: Народы Юга России.  Ростов-на-Дону, 2005. с. (член редколлегии).
- Культурно–исторические и экономические связи народов Кавказа: прошлое, настоящее и будущее. Тезисы докладов Международной научной конференции, посвященной 80-летию нститута ИАЭ ДНЦ РАН. – Махачкала, 2004. 311 с. О.М. Давудов — составитель и член редколлегии.